# (29075) 1950 DA
(29075) 1950 DA es un asteroide cercano a la Tierra, que forma parte de los asteroides Apolo, de algo más de 1 km de diámetro. Se destaca por tener la más alta probabilidad conocida de impactar contra la Tierra. En 2002, tuvo la calificación más alta en a Escala de Palermo con un valor de 0,17 para una posible colisión en 2880. En 2013, las probabilidades de un impacto de la Tierra en 2880 se estimaron en 1 en 4000 (0,025 %), con una calificación en la Escala de Palermo de -0,83. Se desplaza a una velocidad de 59 000 km por hora, trayendo consigo una fuerza de 44 800 megatones de TNT que podrían impactar contra nuestro planeta. Los astrónomos han calculado que la fecha de posible impacto con la Tierra sería el 16 de marzo de 2880.

## Descubrimiento
1950 DA fue descubierto el 22 de febrero de 1950, por Carl A. Wirtanen en el Observatorio Lick, California, Estados Unidos. Fue observado durante 17 días y luego se perdió de vista, porque el arco corto observación dio lugar a grandes incertidumbres en solución orbital de Wirtanen. El 31 de diciembre de 2000, fue observado nuevamente como 2000 YK66 y 2 horas más tarde fue reconocido como 1950 DA.

## Designación y nombre
Designado provisionalmente como 1950 DA.

## Características físicas
La magnitud absoluta de 1950 DA es 17,1.

## Características orbitales
1950 DA está situado a una distancia media del Sol de 1,699 ua, pudiendo alejarse hasta 2,561 ua y acercarse hasta 0,8369 ua. Su excentricidad es 0,507 y la inclinación orbital 12,18 grados. Emplea 809,020 días en completar una órbita alrededor del Sol.